# Ernest Buttenshaw

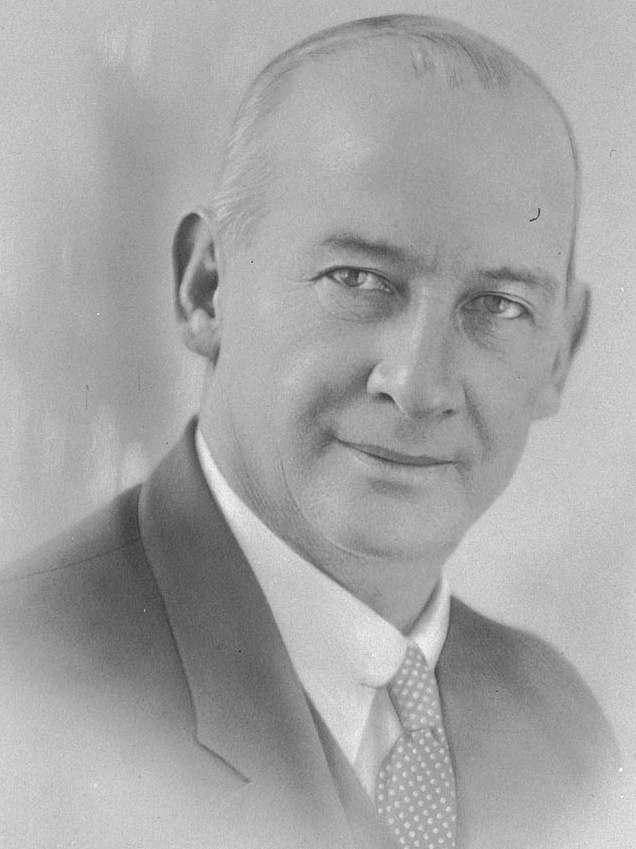
Ernest Buttenshaw (um 1930)

Hon. Ernest Albert Buttenshaw (* 23. Mai 1876 in Young, New South Wales; † 26. Juni 1950 in Ashfield, New South Wales) war ein australischer Offizier und Politiker der Nationalist Party of Australia, der Progressive Party sowie der Country Party, der zwischen 1917 und 1938 21 Jahre lang Mitglied im Parlament von New South Wales war und verschiedene Ministerämter bekleidete.

## Leben

### Farmer und Mitglied im Parlament von New South Wales
Ernest Albert Buttenshaw, Sohn des Schmieds und Farmers Henry Buttenshaw und dessen Ehefrau Mary Jane West, nahm nach dem Besuch öffentlicher Schulen in seiner Geburtsstadt Young mit vierzehn Jahren 1890 eine berufliche Tätigkeit im örtlichen Postamt auf und arbeitete danach 1892 in der Nachbargemeinde Grogan. 1898 übernahm er die elterliche Farm am Lake Cowal und erwarb bis 1904 zwischen dem Lake Cowal und West Wyalong weitere Ländereien, woraufhin er Vorsitzender und Geschäftsführender Direktor einer Bauern- und Viehzüchtergenossenschaft (Farmers and Graziers Co-operative) wurde. 1912 begann er seine politische Laufbahn in der Kommunalpolitik als Mitglied des Rates von Bland Shire, dem er bis 1918 als Mitglied angehörte, und dessen Präsident er zwischen 1914 und 1918 war. 1913 wurde er außerdem zum Friedensrichter (Justice of the Peace) berufen und war ferner von 1917 bis 1918 Mitglied des Rates der New South Wales Graziers’ Association, des Verbandes der Rinderzüchter im Bundesstaat New South Wales. Daneben engagierte er sich als Vorsitzender des Freiwilligen Weizenpools (Voluntary Wheat Pool), als Mitglied des Rates der Landwirtschaftlichen Gesellschaft (Royal Agricultural Society of New South Wales) sowie als Mitglied des Zentralen Wollkomitees (Central Wool Committee).
Bei den Wahlen am 24. März 1917 wurde Buttenshaw für die Nationalist Party of Australia erstmals Mitglied im Parlament von New South Wales und wurde mit 3.639 Stimmen (51,98 Prozent) im Wahlkreis Lachlan zum Mitglied der Legislativversammlung (NSW Legislative Assembly), des Unterhauses des Parlaments. Er engagierte sich von 1920 bis 1927 als Mitglied des Exekutivvorstandes des Bauern- und Siedlerverbandes, der Farmers and Settlers Association, und war zugleich zwischen 1922 und 1923 sowie erneut von 1925 bis 1926 dessen Präsident.
Nachdem er 1920 die Nationalist Party verlassen hatte, trat er der Progressive Party bei. Nach der Zusammenlegung des Wahlkreises Lachlan mit dem Wahlkreis Murrumbidgee wurde er in diesem Wahlkreis, der drei Abgeordnete stellte, am 20. März 1920 für die Progressive Party gewählt und vertrat diesen nach seinen Wiederwahlen am 25. März 1922 und 30. Mai 1925 bis zum 7. September 1927. Er war zunächst zwischen 1920 und 1922 als Whip Parlamentarischer Geschäftsführer der Fraktion der Progressive Party in der Legislativversammlung. 

### Vorsitzender derCountry Partyund Minister in New South Wales

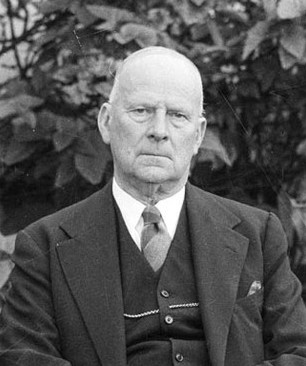
Michael Bruxner war der Vorgänger und Nachfolger von Buttenshaw als Vorsitzender der Country Party in New South Wales.

1922 wechselte Buttenshaw schließlich zur Country Party und war als Nachfolger von William Fleming unmittelbar darauf von 1922 bis zu seiner Ablösung durch William Missingham 1925 als Deputy Leader of the Country Party stellvertretender Parteivorsitzender in New South Wales. 1925 übernahm er schließlich von Michael Bruxner die Funktion als Leader of the Country Party und war damit schließlich selbst Vorsitzender der Country Party. Er bekleidete den Posten bis 1932 und wurde daraufhin wieder von Michael Bruxner abgelöst. Bei der Wahl am 8. Oktober 1927 wurde er für die Country Party im wieder geschaffenen Wahlkreis Lachlan mit 7.223 Stimmen (60,59 Prozent) wieder zum Mitglied der Legislativversammlung gewählt, der er nach seinen Wiederwahlen am 25. Oktober 1930, 11. Juni 1932 und 11. Mai 1935 bis zum 24. Februar 1938 angehörte, wobei er bei der Wahl 1932 mit 64,77 Prozent sein bestes Ergebnis erzielte.
Nach dem Sieg des Bündnisses aus Nationalist Party und Country Party bei der Wahl am 8. Oktober 1927 und der Bildung einer Koalitionsregierung unter Premierminister Thomas Bavin von der Nationalist Party übernahm er in dessen Kabinett vom 18. Oktober 1927 bis zum 3. November 1930 das Amt als Minister für öffentliche Arbeiten (Secretary for Public Works). Daneben war er zwischen dem 18. Oktober 1927 und dem 16. April 1929 auch Minister für Eisenbahnen (Minister for Railways) und fungierte zudem vom 16. April bis 17. August 1929 als kommissarischer Premierminister (Acting Premier) während Premierminister Bavin sich auf einer viermonatigen Reise nach Großbritannien zu Verhandlungen über Kreditaufnahmen befand.
Ernest Buttenshaw, der zwischen 1932 und 1949 Mitglied des Rates der Country Party war, übernahm am 16. Mai 1932 in der Koalitionsregierung der Country Party mit der United Australia Party (UAP) von Premierminister Bertram Stevens das Amt als Minister für Ländereien (Secretary for Lands) und bekleidete dieses Ministeramt bis zum 31. Januar 1938. Er wurde 1935 Trustee des Sydney Cricket Ground, ein Sportstadion in Moore Park, ein Vorort von Sydney, und engagierte sich zeitweise auch als Vizepräsident des New South Wales Lawn Tennis Association, des Tennisverbandes dieses Bundesstaates. Nach seinem Ausscheiden aus Regierung und Parlament war er von 1938 bis zu seinem Tode 1950 noch Vorstandsvorsitzender des Versicherers Grain and Co-operative Insurance and Agency Company Limited.
Er war zwei Mal verheiratet. Aus seiner 1903 geschlossenen ersten Ehe mit Isabel Lucy Dean gingen vier Töchter und vier Söhne hervor. Am 8. Dezember 1928 heiratete er in zweiter Ehe Clare Sugars. Nach seinem Tode wurde er auf dem zur Church of England gehörenden Rookwood Cemetery der St Andrew’s-Kirche in Strathfield beigesetzt.